# 年上でもいいじゃない
『年上でもいいじゃない』（としうえでもいいじゃない）は、1993年9月1日 - 10月22日にTBS「花王 愛の劇場」枠にて放送された日本の昼ドラマである。全40話。

## キャスト
- 星野知子
- 伊原幸司
- 勝野洋
- 淡路恵子
- 早崎文司
- 丘さとみ
- 瀬戸陽一朗
- 栗田よう子
- 根岸大介
- 山内としお
- 丸茂太郎
- 北原歩
- 工藤明子
- 清水めぐみ
- 志水希梨子
- 大島蓉子
- 大綱めぐみ
- 平田まり

## スタッフ
- 監督 - 吉田啓一郎

## 主題歌
- 『あなたらしくいて』歌：石井明美

作詞：鮎川めぐみ／作曲：筒美京平／編曲：萩田光雄